# George S. Patton senior

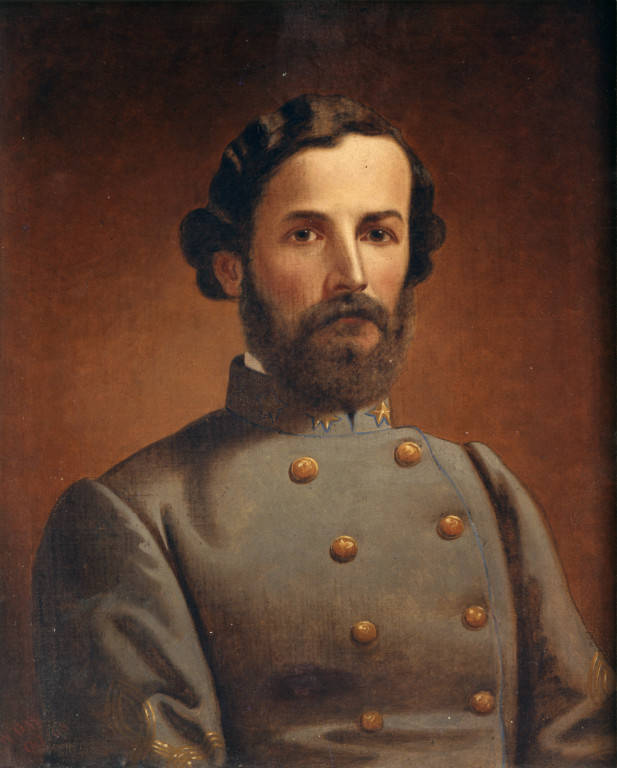
George S. Patton als konföderierter Offizier im Bürgerkrieg. Ölgemälde von William Dickinson Washington auf Basis einer Fotografie von ca. 1861

George Smith Patton (* 26. Juni 1833 in Fredericksburg; † 25. September 1864 in Winchester) war ein konföderierter Offizier im Sezessionskrieg.

## Leben
Patton, Sohn des Gouverneurs John M. Patton, graduierte 1852 am Virginia Military Institute. Nach Beginn des Bürgerkrieges diente er als Oberst im 22nd Virginia Infantry Regiment und nahm an verschiedenen Schlachten teil. Am 19. September 1864 wurde er in der Dritten Schlacht bei Winchester tödlich verwundet und starb einige Tage später. Seine bereits ausgefertigte Urkunde mit der Beförderung zum Brigadegeneral konnte somit nicht mehr überreicht werden.
Er war der Vater des Anwalts und Politikers George S. Patton II. und Großvater des Generals George S. Patton III.